# Arvekväde
Arvekväde beskrivs av Ohlmarks som "en rituell, juridiskt nödvändig lovdikt över en avliden hövding. Den framfördes av en fackman – thulen eller, senare, skalden – vid "arvölet" och hade till syfte att låta den dödes arvtagare ohindrad lyfta arvet och ikläda sig hövdingaskapet. Arvekvädet kunde ha formen av kvad, flock eller drapa. Först när det slutförts kunde arvtagaren inta högsätet."